# Panagia Chrysiotissa

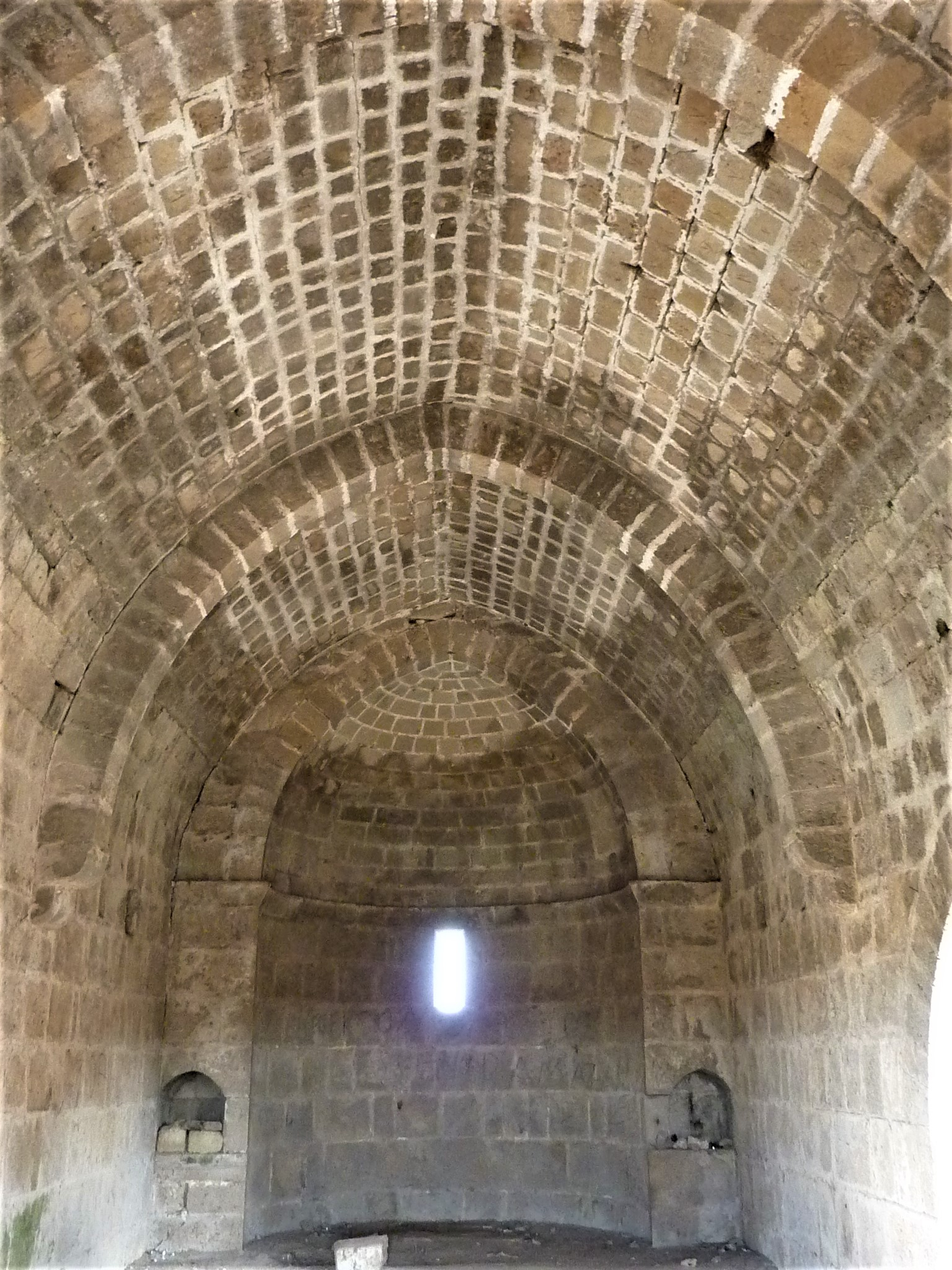
Blick zur Apsis

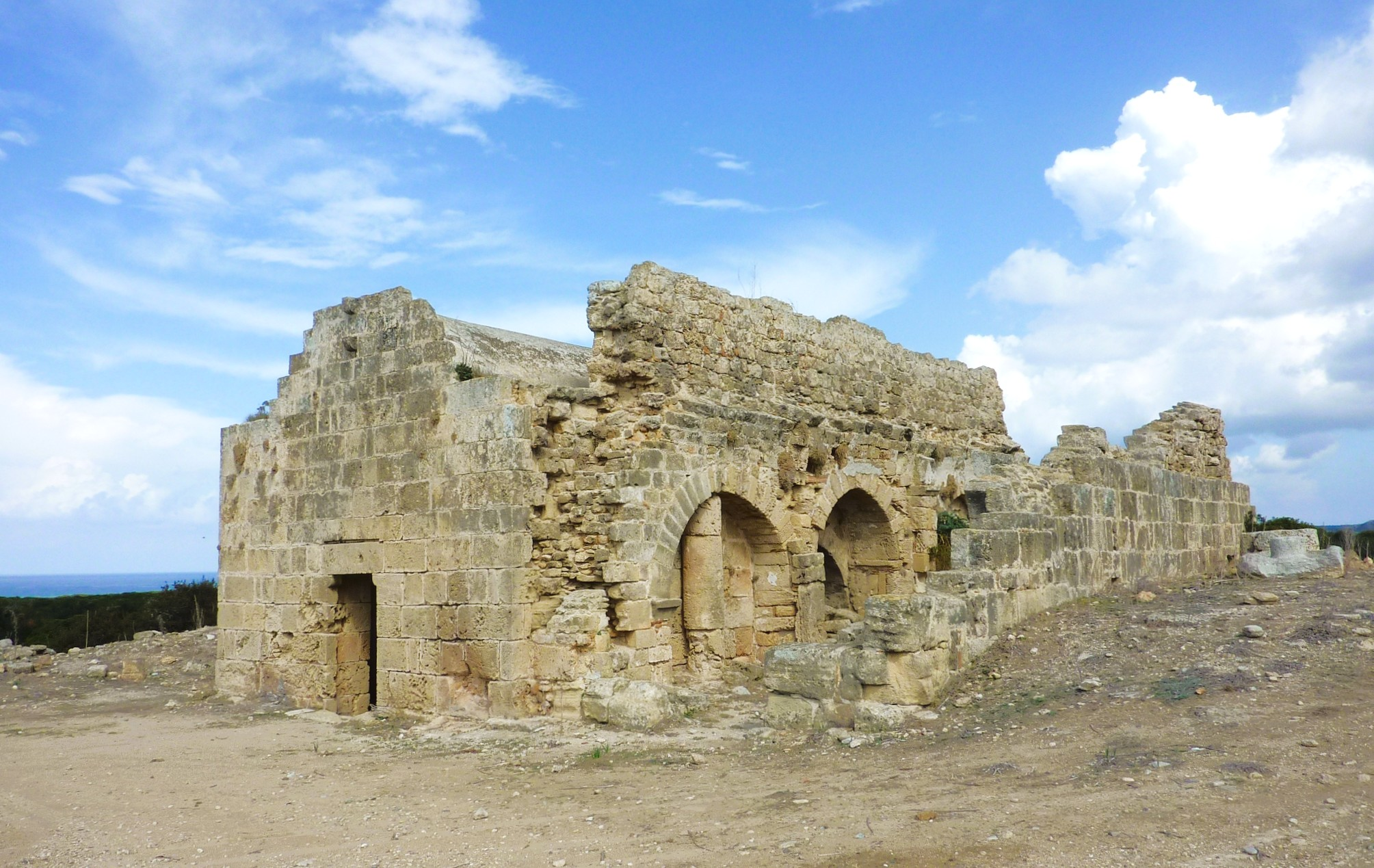
Ansicht von Südwesten. Erkennbar die vermauerten Arkaden des südlichen Seitenschiffes der früheren Basilika

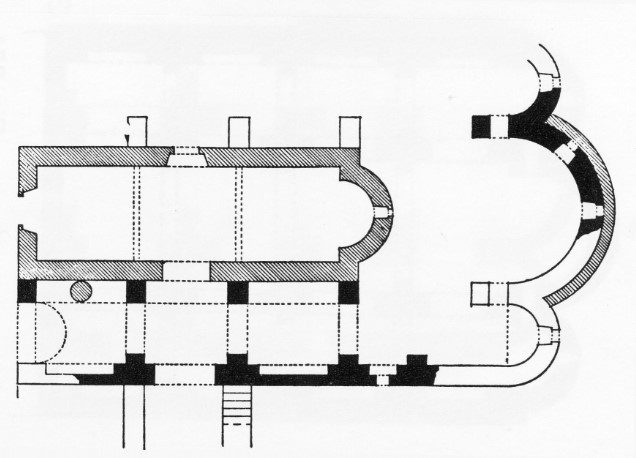
Grundriss 1899, Camille Enlart

Die Panagia Chrysiotissa (auch: Kirche der heiligen Jungfrau) ist eine gotische Kirche innerhalb einer byzantinischen Kirchenruine in der Ruinenstadt Aphendrika auf der Karpas-Halbinsel in der Türkischen Republik Nordzypern. 

## Geschichte
Der byzantinische Vorgängerbau der gotischen Kirche wurde um 600 als dreischiffige Basilika errichtet, die im Osten mit drei Apsiden schloss. Sie ist vermutlich durch einen osmanischen Überfall 1363 zerstört worden.
Zur Zeit der Herrschaft des Hauses Lusignan über Zypern wurde unter den Baronen von Karpas im späten 14. Jahrhundert in das Mittelschiff in die ersten drei Joche der Basilika eine schlichte einschiffige gotische Kirche hineingebaut, die im Osten mit einer Halbkreisapsis endet und mit einer Spitzbogentonne gewölbt ist. Diese ist als einzige der Kirchen Aphendrikas bis heute erhalten.
Einige Exemplare der Weißrandfledermaus, der zweithäufigsten Fledermausart auf Zypern, die auch an sechs Stellen auf der Karpas-Halbinsel nachgewiesen ist, lebten in der Kirche (2005).